# Problema da guilhotina
O problema da guilhotina é um problema de geometria combinatória e na indústria, como de impressão e outras.
Intimamente relacionado com problemas de empacotamento e, especificamente, com problemas de corte e empacotamento de bins, que é a questão de como obter o número máximo de folhas de um tamanho retangular a partir de uma folha maior, apenas com cortes ortogonais que bissectam um componente da folha são permitidos, como em uma guilhotina de corte de papel.
O problema da guilhotina é importante na usinagem de vidro. As folhas de vidro são marcadas ao longo de linhas horizontais e verticais e, em seguida, ao longo destas linhas quebradas para obter painéis menores.
Como problema de corte, é NP-difícil, mas várias soluções aproximadas e exata tem sido concebidas.